# Цыплино
Цыплино — деревня в Можайском районе Московской области, в составе Сельского поселения Борисовское. Численность постоянного населения по Всероссийской переписи 2010 года — 43 человека, в деревне числится 1 садовое товарищество. До 2006 года Цыплино входило в состав Борисовского сельского округа.
Деревня расположена в южной части района, примерно в 17 км к югу от Можайска, у впадения в речку Роженка (приток Протвы) правого притока Чёрная, высота центра над уровнем моря 195 м. Ближайший населённый пункт — Камынинка в 1,5 км на север.

## Усадьба Цыплино
Усадьба капитана С.И. Булгакова известна с 1767 года. В середине и второй половине XIX века ею владели помещики А, Д, и П Виноградовы. В 1911 году помещик В.В. Шишкин. Сохранился большой разреженный, преимущественно липовый, пейзажный парк с прудами.